# Hernán Hurtado Vallejo
Hernán Hurtado Vallejo (Manizales, 3 de diciembre de 1930 - 29 de agosto de 2014) fue un militar colombiano. 
Mayor General del Ejército Nacional de Colombia.

## Biografía
Fue ascendido a subteniente de Artillería en 1951 donde obtuvo el primer puesto. Reconocido por su participación como Comandante del Comando Operativo n.º 10 en el Magdalena Medio, en la Operación Anorí contra el Ejército de Liberación Nacional (ELN) entre el 7 de agosto y el 18 de octubre de 1973.  En 1977 fue llamado a realizar curso de ascenso a Brigadier General por el entonces ministro de defensa General Luis Carlos Camacho Leyva. 
Fue Comandante de la IV Brigada del Ejército Nacional entre 1980  y 1982, nombrado como gobernador encargado del Huila del 21 de febrero al 10 de marzo de 1978, durante el gobierno de Alfonso López Michelsen y gerente de la Industria Militar (Indumil) entre 1983 y 1986.

## Reconocimientos y homenajes
Recibió la medalla Francisco José de Caldas al mérito académico, las órdenes del mérito Antonio Nariño, José María Córdova y la medalla de Servicios Distinguidos en Orden Público en tres ocasiones. Obtuvo también la Condecoración de la Cruz de Boyacá.
Además, un Batallón de la Primera División del Ejército Nacional de Colombia y un curso de subtenientes lleva su nombre.